# Tithorea melanina
Tithorea melanina är en fjärilsart som beskrevs av Richard Haensch 1905. Tithorea melanina ingår i släktet Tithorea och familjen praktfjärilar. Inga underarter finns listade i Catalogue of Life.